# أونيناتاس
أونيناتس  (باليونانية: Οινούντας)‏ هي بلدية سابقة في لاكونيا، بيلوبونيز، اليونان. منذ 2011 الحكومة المحلية أعادت وضعها في وحدة البلدية أسبرطة، والتي هي وحدة البلدية. وحدة البلدية لديها مساحة تُقدر بـ 301.812 ك.م. مصدر الأسم من النهر وينوس والذي يمر بالبلدية.

## تاريخ التعداد السكاني
| العام | التعداد السكاني |
| ----- | --------------- |
| 1991  | 2,649           |
| 2001  | 2,625           |
| 2011  | 1,839           |